# Mark Prisk
Michael Mark Prisk (né le 12 juin 1962) est un homme politique britannique qui est député de Hertford et Stortford de 2001 à 2019. Membre du Parti conservateur, il est ministre d'État au Commerce et aux Entreprises de 2010 à 2012 et ministre d'État au Logement et aux Collectivités locales de 2012 à 2013.

## Jeunesse
Prisk est né à Redruth, Cornouailles et tout en vivant à Camborne, fait ses études à l'école de Truro en 1973–80. Il étudie ensuite la gestion des terres à l'Université de Reading, où il obtient un baccalauréat. De 1983 à 1985, il est président de la section jeunesse de la paix à travers l'OTAN. Il est vice-président de la Fédération des étudiants conservateurs en 1982-1983.
Après avoir obtenu son diplôme, Prisk travaille dans l'immobilier et le développement économique et est directeur d'un cabinet. De 1983 à 1985, il travaille comme géomètre diplômé pour Knight Frank, puis comme arpenteur-géomètre pour Derrick Wade & Waters où il est directeur du bureau de Londres de 1985 à 1989. Il est directeur marketing de 1989 à 1991, puis directeur de la Mark Prisk Connection de 1991 à 1997. De 1997 à 2001, il est propriétaire de MP2.

## Carrière parlementaire
Prisk est président de Cornwall Young Conservateurs et après s'être présenté sans succès à Newham North West en 1992 et Wansdyke en 1997, il est finalement élu député conservateur de la circonscription de Hertford et Stortford en 2001. Il est promu secrétaire financier fantôme, ministre fantôme des Affaires économiques, whip de l'opposition et ministre fantôme des Affaires et des entreprises. Il est l'auteur de plusieurs brochures sur le design urbain.
Le 26 juillet 2007, David Cameron nomme Prisk au poste de ministre de l'ombre pour la Cornouailles, bien qu'il n'y ait pas de poste gouvernemental officiel dédié. Le parti déclare que cette décision vise à aider à placer les préoccupations du comté «au cœur de la pensée conservatrice». Cameron déclare qu'il approuve la nomination et que cela garantira que la voix de la Cornouailles soit entendue . Le libéral démocrate Matthew Taylor affirme que la nomination est une tentative de contourner la règle qui oblige les parlementaires à se limiter aux affaires locales qu'ils prennent dans leurs propres circonscriptions. Prisk défend son rôle dans une lettre ouverte au Falmouth Packet, notant "en tant que Cornishman né et élevé" son rôle est d'écouter les préoccupations des habitants de Cornouailles, de les transmettre au cabinet fantôme et de s'assurer que les politiques conservatrices reflètent correctement les besoins de la Cornouailles.
Prisk est nommé ministre d'État aux Affaires et à l'Entreprise dans la coalition Cameron-Clegg, jusqu'à ce qu'il soit nommé ministre d'État au Logement et aux Gouvernements locaux le 5 septembre 2012 . Dans ce poste, il est responsable de la création d'un «Future High Street Forum» pour soutenir les détaillants en difficulté de High Street, mais il quitte le gouvernement lors d'un remaniement d'octobre 2013 ,.
Prisk fait campagne pour rester dans l'Union européenne dans la période qui a précédé le référendum de 2016 sur l'adhésion de la Grande-Bretagne et sa circonscription vote de justesse pour rester de 50,76% à 49,24% . Cependant, après le résultat du référendum, il soutient le plan de Theresa May pour la mise en œuvre du Brexit .
Le 9 septembre 2019, Prisk écrit au président de son association conservatrice locale pour déclarer qu'il ne se présenterait pas aux Élections générales britanniques de 2019 .

## Vie privée
Prisk épouse Lesley Titcomb, qui est PDG de The Pensions Regulator, en avril 1989 dans l'Oxfordshire .